# Отпочиваљка
Отпочиваљка је насељено мјесто у општини Прњавор, Република Српска, БиХ. Према попису становништва из 1991. у насељу је живјело 229 становника.

## Становништво
| Националност       | 1991. | 1981. | 1971. | 1961. |
| Срби               | 226   | 266   | 414   | 529   |
| Југословени        | 1     | 23    |       |       |
| Хрвати             | 1     |       | 1     |       |
| остали и непознато | 1     | 1     |       | 1     |
| Укупно             | 229   | 290   | 415   | 530   |

| Демографија | Демографија | Демографија |
| Година      | Становника  | Становника  |
| ----------- | ----------- | ----------- |
| 1961.       | 530         |             |
| 1971.       | 415         |             |
| 1981.       | 290         |             |
| 1991.       | 229         |             |